# Pierre Daulouède
Pas d'image ? Cliquez ici

a Compétitions nationales et continentales officielles uniquement.

b Matchs officiels uniquement.
Pierre Daulouède, né le 27 juillet 1909 à Labenne et mort le 1er janvier 1997 à Bayonne, est un joueur français de rugby à XV évoluant au poste de pilier. 

## Biographie
Pierre Dalouède joue son premier match avec l'US Tyrosse en 1927 contre Peyrehorade et marque un essai.
Il participe ensuite avec son club à la montée en première division en 1931.
Après 5 années d’apprentissage difficile en première division où Tyrosse se maintient difficilement, il sort en 1936, 3e d’une poule difficile derrière Toulon et Béziers mais devant Grenoble considéré comme l'un des meilleurs clubs de France et battu 8-3 dans les Landes. Tyrosse est ensuite battu en barrage d’accès pour les huitièmes de finale contre Tarbes. 
Après 1 saison encore prometteuse en 1937 où il termine deuxième de sa poule avant d'échouer à nouveau en seizième de finale, Il connaît sa première sélection internationale contre l'équipe d'Allemagne et est le premier international du club.
La saison suivante sera plus difficile et une défaite à Paris sur le terrain du Métro privera les Landais de la qualification mais il conserve sa place en équipe de France.
Avec l'US Tyrosse, il dispute ensuite les huitièmes de finale du championnat de France en 1939.
C'était une force de la nature qui était capable de transporter des poteaux de 150 kg sur son épaule.
Il dispute sa dernière saison en 1947-1948 sous le maillot de l'US Tyrosse.

## Statistiques en équipe nationale
- 4 sélections en équipe de France entre 1937 et 1940.
- Il connaît sa première sélection contre l'Allemagne le 18 avril 1937 au parc des princes[8]. et sa dernière contre la Grande-Bretagne le 25 février 1940 au parc des princes également[9].